# Ромео и Джульетта (фильм Фрэнсиса Бушмена и Джона Нобла)
Ромео и Джульетта (англ. Romeo and Juliet) — утерянный американский немой фильм, вышедший на экраны в 1916 году. Фильм основан на пьесе Уильяма Шекспира «Ромео и Джульетта». Режиссёром фильма указан Джон Нобл (англ. John W. Noble); Фрэнсис Бушмен и Беверли Бейн снялись в главных ролях. Фильм был выпущен в 1916 году, когда отмечалось 300-летие со дня смерти Шекспира.
Фильм был снят и выпущен одновременно с другим фильмом, «Ромео и Джульетта», произведенным корпорацией Уильяма Фокса, с Тедой Барой в главной роли, и вышедшим на экраны через три дня. Режиссёр фильма Фрэнсис Бушмен позже утверждал в интервью, что он, увидев версию с участием Теды Бары, был потрясен, обнаружив, что компания Фокс использовала некоторые сцены из его версии.
Считается, что копия картины сгорела во время пожара на киностудии Metro-Goldwyn-Mayer в 1967 году.

## В ролях
- Фрэнсис Бушмен — Ромео
- Беверли Бейн — Джульетта
- Гораций Винтон — принц Вероны
- Джон Дэвидсон — Парис
- Эрик Хадсон — Монтекки
- Эдмунд Элтон — Капулетти
- Леонард Гровер — страрик
- Фриц Лейбер — Меркуцио
- Олав Скавлан — Бенволио
- Лоусон Батт — Тибальт
- Роберт Каммингс — Лоренцо
- Э. Дж. Герберт — брат Иоанн
- Эдвин Боринг — Бальтазар
- Уильям Моррис — Авраам
- Джозеф Дэйли — Петр